# 横顔の若い女性 (レンブラント)
『横顔の若い女性』（よこがおのわかいじょせい、蘭: Jonge vrouw en profil、英: Young Woman in Profile）または『扇子を持った若い女性の横顔』（せんすをもったわかいじょせいのよこがお、典: Ung kvinna i profil, med solfjäder、英: Young Woman in Profile with a Fan）は、17世紀オランダ絵画黄金時代の巨匠レンブラント・ファン・レインが1632年にキャンバス上に油彩で制作した絵画である。画面の中ほどの右側に「RHL van Rijn. / 1632」というモノグラム入りの画家の署名と制作年が記されている。本来、画面は縦92センチ、横68センチで、現在 (縦72.5センチ、54.8センチ) よりも大きなものであったと考えられる。作品はスウェーデンのカール・グスタフ・テッシン伯爵が所有していたもので、その後スウェーデン王家、ストックホルム王立美術館の所有を経て、1866年以来、ストックホルム国立美術館に所蔵されている。

## 作品

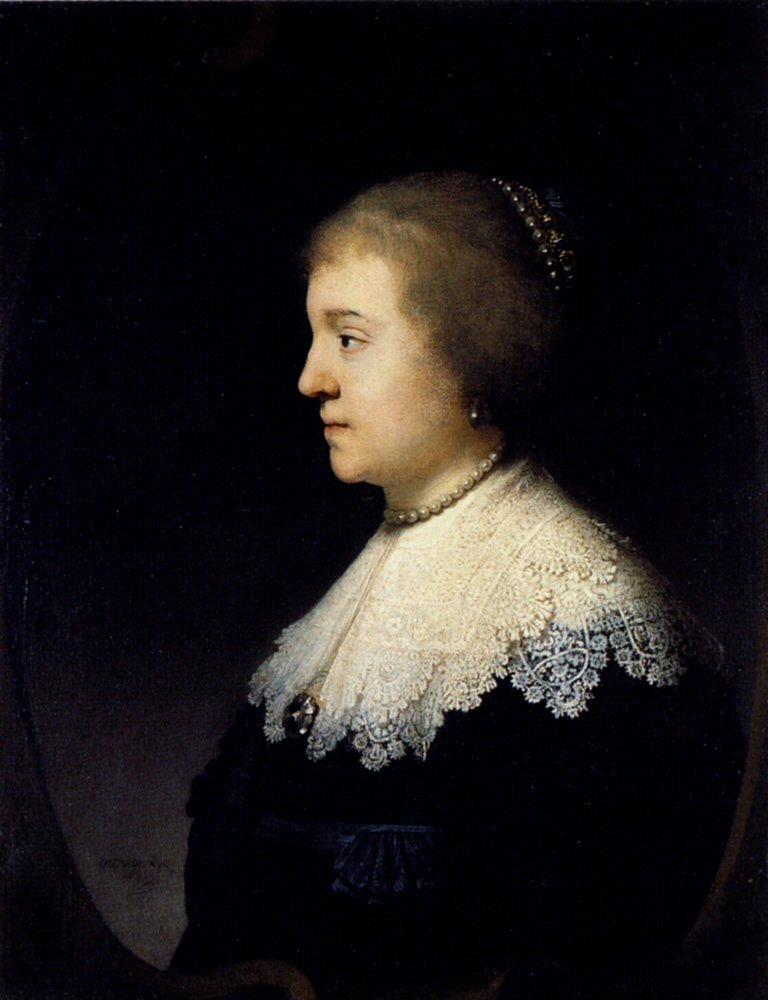
レンブラント『アマーリア・ファン・ゾルムスの肖像』（1632年)、ジャックマール＝アンドレ美術館、パリ

レンブラントの肖像画のほとんどは正面、4分の3正面向きであるが、『アマーリア・ファン・ゾルムスの肖像』 (ジャックマール＝アンドレ美術館、パリ) や本作のように完全に横顔で表されたものも少数見られる。横顔を表す肖像画の場合、身体は半ば正面を向いているという形式がしばしば取られるが、この作品では上体部分も完全に横向きである。女性の姿は、胸に当てた右手とその右手に持つ扇子、および背中の方の衣装の広がりによって堂々とした三角形の安定した構図を示している。
なお、彼女の衣装は17世紀当時のものではない。襞のある白いシャツは16世紀のファッションであり、金糸の刺繡を施されたケープは画家の想像の産物である。
かつて、モデルの女性は誰であるかという議論がなされた。レンブラントの妻サスキア・ファン・アイレンブルフの名を挙げた研究者もいれば、レンブラントの妹レイスベト (Lijsbeth) であると考えた研究者もいた。また、ヘンドリック・ファン・アイレンブルフの妻がモデルであると提唱した研究者もいた。しかし、この作品は実際にはトローニー (人物の個性を表す習作) であり、特定の人物の肖像を描いたものではない。